# Pirata timidus
Pirata timidus este o specie de păianjeni din genul Pirata, familia Lycosidae. A fost descrisă pentru prima dată de Lucas, 1846.
Este endemică în Algeria. Conform Catalogue of Life specia Pirata timidus nu are subspecii cunoscute.